# Eshtaol
Eshtaol (limba ebraică: אשתאול) este o moshav în centrul Israelului. Ea apartine Mateh Yehuda Consiliul regional.
Comunitatea a fost înființată în 1949. Fondatorii au fost imigranți în Israel de la Yemen care sa stabilit acolo, cât mai curând israelian sa încheiat Războiul de Independență.
De moshav a fost infiintata ca parte a programului coridor Ierusalim pentru a popula Israel după războiul său de independență, pentru a crea un bloc contiguu de locuit între coastă și simplu Ierusalim, care se intinde in munti.
Primul grup de colonisti a ajuns în decembrie 1949. Acestea au fost aproape toate imigranți în Israel din Yemen, și au făcut de lucru a trăi în păduri pentru Fondul National Evreiesc. Mai tarziu, "Joint" ajutat de oameni de pui se stabilească o cooperare și în alte agricultură.